# Sansais
Sansais is een gemeente in het Franse departement Deux-Sèvres (regio Nouvelle-Aquitaine) en telt 673 inwoners (2004). De plaats maakt deel uit van het arrondissement Niort.

## Geografie
De oppervlakte van Sansais bedraagt 15,0 km², de bevolkingsdichtheid is 44,9 inwoners per km².

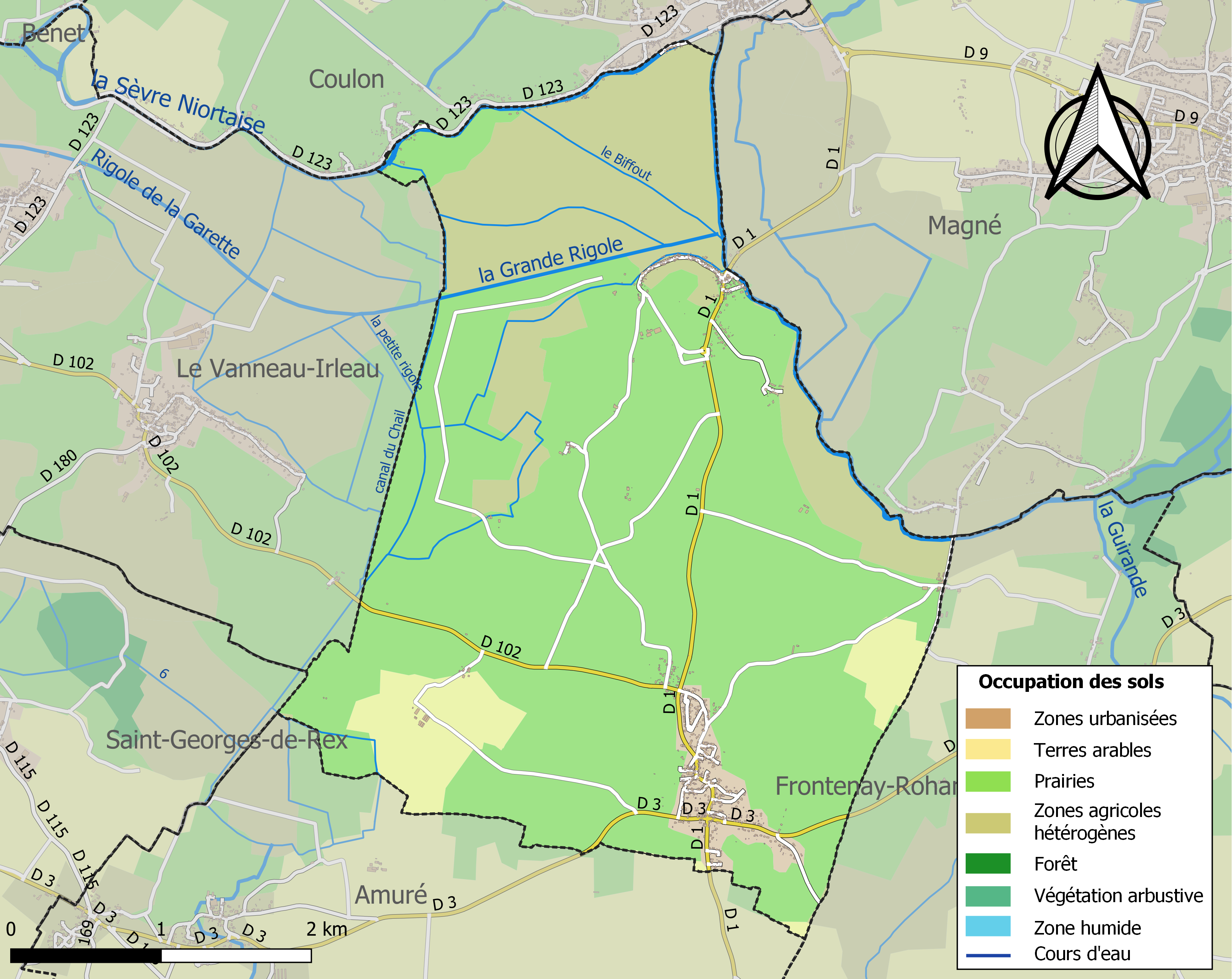
Kaart van de gemeente met belangrijkste infrastructuur, bodemgebruik en omliggende gemeenten

## Demografie
Onderstaande figuur toont het verloop van het inwonertal (bron: INSEE-tellingen).